# 루카시 마소푸스트
루카시 마소푸스트(체코어: Lukáš Masopust, 1993년 2월 12일~)는 체코의 축구 선수이다. 1. 체스카 포트발로바 리가의 슬라비아 프라하와 체코 축구 국가대표팀에서 뛰고 있다.

## 구단 경력
2012년, 비소치나 이흘라바 소속이던 그는 슬라비아 프라하를 상대로 데뷔전을 치른 동시에 2개의 도움을 기록했다.
2015년에 야블로네츠로 이적한 그는 2015년 2월 20일, 1. FC 슬로바츠코와의 경기에서 75분에 교체 출전하여 구단 데뷔전을 치렀다.
2018년 12월 18일, 3년 반 계약으로 슬라비아 프라하에 입단했다.

## 국가대표팀 경력
2018년 3월 26일, 중국과의 친선경기에서 체코 A대표팀에 데뷔했다.
2021년 5월 25일, 연기된 UEFA 유로 2020 토너먼트의 최종 26인 명단에 포함되었다.